# Tropidorhinella
Tropidorhinella is een geslacht van halfvleugeligen uit de familie schuimcicaden (Cercopidae). De wetenschappelijke naam van dit geslacht is voor het eerst geldig gepubliceerd in 1910 door Schmidt.

## Soorten
Het geslacht Tropidorhinella omvat de volgende soorten:
- Tropidorhinella inflata (Jacobi, 1908)
- Tropidorhinella montana Schmidt, 1918